# محوطه و گورستان پراک
محوطه و گورستان پراک مربوط به دوران‌های تاریخی پس از اسلام است و در شهرستان املش، بخش رانکوه، روستای کجید واقع شده و این اثر در تاریخ ۲ آبان ۱۳۸۲ با شمارهٔ ثبت ۱۰۶۹۳ به‌عنوان یکی از آثار ملی ایران به ثبت رسیده‌است.